# Чарлс Дикенс
Чарлс Џон Хафем Дикенс (енгл. Charles John Huffam Dickens; Лендпорт, 7. фебруар 1812 — Хајам, 9. јун 1870) је био најзначајнији енглески романописац XIX века. Његова дела припадају раној фази реализма. Дикенс се данас сматра оснивачем социјалног романа, а можда је његова највећа заслуга што је малограђанску публику придобио за литературу. Такође је најпознатији приповедач викторијанског времена.
Док је био дјете његова породица је често мењала место боравка у потрази за послом. На кратко се школовао у приватној школи. Након што му је отац ухапшен због невраћања дугова, Чарлс 10 сати дневно ради у фабрици пасте за ципеле.
Кад је одрастао почео је да ради као новинар. Написао је више обимних романа. О томе колико је његов рад био популаран у његово време говори то да се сва његова дела, од првог објављивања, стално надоштампавају.
Новела Оливер Твист је најпознатије Дикенсово дело. Иако говори о јако озбиљној теми, Оливер Твист је пун сарказма и црног хумора. Дикенс је за своје најбоље дело сматрао Дејвида Коперфилда, роман који садржи доста аутобиографских елемената. Загонетност и тајанственост фабула његових романа трагови су претходне стилске формације романтизма.
Дикенс је сликар енглеског средњег и нижег грађанског сталежа и оснивач социјалног романа. Његова дела одражавају склоност хумору и сатири, али и примеса романтичног и сентименталног.

## Младост
Рођен је 7. фебруара 1812. у Ландпорту, Портси, као друго од осморо деце Џона и Елизабет Дикенс. Отац му је био чиновник. Убрзо након Чарлсовог рођења породица се сели у Норфолк Стрит, Блумсбери, те када му је било четири године у Чатам, па у Кент, где је боравио све до узраста од 11 година. Пуно времена је проводио напољу, али је и врло радо читао, нарочито романе Тобајас Смолета и Хенрија Филдинга. Кратко време у коме је отац радио као чиновник у морнаричкој постаји за плате (енгл. "Navy Pay Office"), школовао се у приватним школама.
Његово школовање у приватним школама нагло је прекинуто, због финансијских проблема у породици, због којих се породица преселила из Кента у Камден Таун у Лондону 1822. године. Склон животу изнад својих могућности Xон Дикенс је затворен због дугова у Саутварку у Лондону 1824. Убрзо су с њиме затворена његова супруга и најмлађа деца, као што је био обичај у то време. Чарлс тада стар 12 година додељен је породичној пријатељици Елизабети Ројланс у Камден Тауну. Касније је становао на тавану куће агента за инсолвенцију Арчибалд Расела. Обе су му касније послужили као обрасци за ликове.
Недеље је са сестром Францис, када је била слободна од обавеза на Краљевској музичкој академији, проводио у затвору Маршалси. Да би платио свој смештај и помогао породици био је приморан напустити школу и да ради по 10 сати на дан у фабрици лепећи налепнице на посуде црнила за ципеле, за 6 шилинга недељно. Тешки, а често и окрутни радни услови оставили су трајан траг на Дикенса, што је касније утицало на његове романе и есеје, те постало основа за његов интерес у социоекономску реформу и услове рада.
Након неколико месеци у затвору Маршалси, преминула је Елизабета Дикенс, бака Џона Дикенса по оцу и оставила му иметак од 450 £. Због преузимања Џон је пуштен из затвора. Подмиривши своја дуговања, породица Дикенс је напустила затвор.
Иако је Чарлс почео да похађа школу Wеллингтон Хоусе Ацадемy у северном Лондону, мајка га није одмах извукла из фабрике. Тај догађај развио је код Дикенса осећај да би очеви морали да владају породицом, док би мајке свој део утицаја требало да задрже унутар дома. Одбијање његовог захтева да се врати из фабрике био је значајан фактор у његовом односу према женама. Праведнички гнев према ситуацији и условима у којима је радна класа људи живела постала је главна тема његових дела.
Радио је у правној канцеларији адвоката Елиса и Блекмора, као млађи чиновник од маја 1827. до новембра 1828. Тада је напустио канцеларију и постао новинар. Даљи рођак Томас Чарлтон, био је извештач на суду енгл. „Doctors' Commons“ (грађански суд), те је Дикенс с њим делио место, те писао четири године извештаје са суд. Ова искуства пренео је у своја дела (романи „Nicholas Nickleby“, „Dombey and Son“, те посебно „Bleak House“), те у њима приказао макинације и бирокрацију правног система ширем броју људи, те пренео своје ставове о тешком терету који чека сиромашне људе ако су приморани да иду на суд.
Године 1830, Дикенс је упознао своју прву љубав, Марију Биднел, за коју се сматра да је била модел за лик Доре у роману „Давид Коперфилд“. Маријини родитељи нису одобрили удварање, те су Марију послали на школовање у Париз што је прекинуло везу.

## Новинарство и рани романи
Године 1832, с узрастом од 20 година, Дикенс је био енергичан, пун доброг хумора, уживао у популарним забавама, без јасне визије шта жели да постане. Знао да жели да буде славан. Привлачило га је позориште, те је успио да добије аудицију у Ковент Гардену, за коју се добро припремио, али ју је пропустио због прехладе, чиме су прекинуте аспирације о каријери на позорници. Годину дана касније предао је своју прву причу „A Dinner at Poplar Walk“ у лондонски часопис „Monthly Magazine“. Становао је у изнајмљеној соби у преноћишту „Furnival's Inn“, постао је новинар који прати политику, извештавајући са парламентарних расправа и путујући Британијом пратећи изборне кампање за новине „Morning Chronicle“.
Његово новинарство у облику цртица у часописима, обликовало је у његову прву збирку дела енгл. Sketches by Boz 1836. (Боз је био његов породични надимак који је користио као псеудоним). Дикенс је наводно псеудоним преузео од надимка Мозес који је он дао најмлађем брату Аугустусу Дикенсу, према лику из дела Оливера Голдсмита енгл. The Vicar of Wakefield. Када је неко прехлађен хтио да изговори Мозес изговорио би Бозес, што је касније скраћено у "Боз". Наиме Дикенс је кориштено у то време у смислу енгл. What the Dickens! у којем Дикенс замењује реч „devil“, што би се могло превести на као "Ког ђавола!" (први је то користио Шакеспир у комедији „Веселе жене виндсорске“). Користило се и у фрази енгл. to play the Dickens" (као „узроковати хаос/напакостити“). Часописима је писао и уређивао их до краја живота.
Након успјеха скица издавачи „Chapman and Hall“ понудили су Дикенсу да пише текст уз илустрације Роберта Сејмоура у месечном часопису. Након другог издања Сејмоур је извршио самоубиство, те је Дикенс запослио Хаблот Најт Брауна да ради илустрације. Из те сарадње настао је роман „The Pickwick Papers“ који се издавао у неколико поглавља месечно, те је у задњем наставку продан у 40000 копија.
У новембру 1836. Дикенс је прихватио радно место уредника у „Bentley's Miscellany“, на коме је остао три године док се није посвађао са власником. Године 1836. када је издао задњи наставак Пиквика почео је да ради делове Оливер Твиста, уз сав посао у Бентлију који је обухватао писање четири представе и надгледање њихове продукције.
Оливер Твист, објављен 1838. постао је једна од боље познатих Дикенсових прича, које је успешно адаптирана за позориште, те је била први викторијански роман у којем је дете било главни лик.
Дана 2. априла 1836. оженио је Катарину Томсон Хогарт (1816–1879), кћерку Џорџа Хогарта, уредника „Evening Chronicle“. Након кратког меденог месеца у Чоку, Кент, вратили су се у Фурнивалову гостионицу. У јануару 1837. добио је прво од десетеро деце, сина Чарлија, а неколико месеци касније породица се сместила у Блумсберију, на адреси 48 Doughty Street, London (Чарлс је имао трогодишњи најам за 80 £ годишње, од 25. марта 1837. до децембра 1839). Дикенсов млађи брат Фредерик и Катаринина 17-годишња сестра Мари доселили су с њима. Дикенс се врло везао уз Марy, која је преминула у његовом наручју након кратке болести 1837. Дикенс је Мари идеализирао, те се сматра да су према њој створени каснији описи ликова Rose Maylie, Little Nell и Florence Dombey. Његова туга је била толика велика да је закаснио са писањем јунског одломака у Pickwick Papers и морао је да откаже наставке Оливер Твиста за тај месец.
У исто време се наставио његов успех делима „Nicholas Nickleby“ (1838–39), „The Old Curiosity Shop“ и „Barnaby Rudge: A Tale of the Riots of 'Eighty“ као део „Master Humphrey's Clock“ серије (1840–41) - који су се издавали у наставцима, а касније су издани као књиге.

## Прва посета САД
Године 1840. са супругом је први пут посетио САД и Канаду. У то време још једна млађа сестра његове супруге Катарина, Џеорџина Хогарт, уселила се како би се бринула о младој породици док су родитељи били на путу. Са њима је остала све до Дикенсове смрти.
Своја запажања и утиске забележио је у путопису енгл. American Notes for General Circulation. У делу је у неколико наврата оштро осудио робовласништво, које је и раније напао у делу „The Pickwick Papers“. У Њујорку се задржао месец дана, те је држао бројна предавања. Често је постављао и питање међународног права о ауторству због својих дела која су објављивана у америчким новинама. По повратку у Енглеску почео је радити на својим божићним причама (1843. написао је „A Christmas Carol“, 1844. „The Chimes“, а 1845. „The Cricket on the Hearth“).
Након што је кратко живео у Италији (1844), путовао је у Швајцарску (1846) где почео да ради на делу „Dombey and Son“ (1846–48). То дело и „Дејвид Коперфилд“ (1849–50) учинили су значајан уметнички билег у Дикенсовој каријери и његови романи постали су озбиљнији у теми и брижније планирани од ранијих дела.

## Човекољубље
У мају 1846. Ангела Бардет Котс, наследница богатства банкарске породице Кутс, предложила је Дикенсу изградњу прихватилишта за „посрнуле жене“ (проститутке) из радне класе. Иако је првотно одбио, Дикенс је основао уточиште „Urania Cottage“ којим је управљао десет година.

## Средње године
У новембру 1851. Дикенс се преселио у енгл. Tavistock House, где је написао „Bleak House“ (1852–53), „Hard Times“ (1854) и „Little Dorrit“ (1857).
У новом дому забављао се аматерским позориштем. Године 1856. његова примања од писања била су довољна да купи Gad's Hill Place у Хигхаму, Кент, где је као дете често пролазио и сањао да ће једном живети на таквом месту. Неки догађаји из Шекспировог „Хенрија IV“, првог дела, одвијала су се на томе месту што је Дикенса такође веселило.
Године 1857. Дикенс је изнајмио професионалне глумице за представу „The Frozen Deep“ коју је написао његов штићеник Вилки Колинс. Дикенс се заљубио у једну од њих. Љубав према Елен Тернан трајала је до краја живота. Дикенс је био стар 45 година, док је Тернан имала 18 када је Дикенс, 1858, одлучио да се одвоји од супруге, што је по тадашњим викторијанским конвенцијама било врло непримерено, а развод био незамислив. Када је Катарина отишла из дома повела је једно дете, супруга га није више никада видела, а децу је поверила сестри Џеорџини које одлучила да остане у Gad's Hill Place.
У то време иако се двоумио да узме учешћа у јавним читањима, Дикенса су из једне болнице (Great Ormond Street Hospital) замолили да судјелује у прикупљању средстава како би извукао болницу из финансијске кризе. Чарлс Вест, Дикенсов пријатељ који је био у управном одбору болнице, замолио га је за помоћ, на што је Дикенс пристао, те својим јавним читањима прикупио довољна средства да осигура финансијску стабилност болнице за дуже време. Тако је нпр. само 9. фебруара 1858. прикупио 3000 £.
Након одвајања од Катарине, Дикенс је започео низ врло популарних турнеја кроз Енглеску, Шкотску и Ирску на којима је читао своја дела, што је у следећој деценији заокупило већи део његове енергије, те је у то време написао само два романа.
Важнија дела „A Tale of Two Cities“ (1859) и „Велика очекивања“ („Great Expectations“) била су велики успех. У то време био је уредник, издавач и аутор у часописима „Household Words“ (1850–1859) и „All the Year Round“ (1858–1870).
У септембру 1860. у пољу код своје куће, Дикенс је наложио велику ломачу у које је спалио већину писама, преживела су само она пословне природе. Како је Елен Тернан такође спалила сва Дикенсова писма трајање и дубина њихове везе није позната. Томас Рајт је током 1930-их присетио да је Тернан можда имала љубавну везу са Каноном Бенхамом, а да је пар имао и сина који је умро као новорођенче, напоменула је Кате Перуђини, Дикенсова кћерка, у разговору пред смрт 1929, који је објављен. Докази не постоје. На самрти Дикенс је одредио исплату ануитета за Тернан који ју је учинио финансијски независном. У књизи Кларе Томалин „The Invisible Woman“, наводи се да је Тернан тајно живјела са Дикенсом барем 13 година. Књига је касније претворена у представу „Little Nell“ аутора Симона Греја. У то време Дикенс је показивао појачано занимање за паранормално, те је постао један од првих чланова организације енгл. The Ghost Club.

## Касне године
Дана 9. јуна 1865. на повратку из Париза са Тернан, воз у којем је Дикенс путовао је учествовао у саобраћајној несрећи. Првих седам вагона склизнуло је са жељезног моста који је био у поправци. Једино је на колосеку остао вагон првог разреда у којем је био Дикенс. Пре него што су стигли спасиоци, Дикенс је помагао унесрећенима са водом и брендијем. Пре одласка сетио се рукописа за недовршено дело „Our Mutual Friend“ које му је остало у вагону, те се вратио по њега. То искуство је касније искористио у краткој причи о духовима „Скретничар“, у којој главни лик предосећа властиту смрт у жељезничкој несрећи. Прича се базира и на неколико пређашњих жељезничких несрећа.
Дикенс је успео да избегне да се појави пред истрагом о несрећи, јер како је путовао са Тернана и њеном мајком, то сазнање би изазвало скандал. Иако није задобио никакве озледе, Дикенс се никада није опоравио од трауме жељезничке несреће. Његов рад се свео на завршавање започетог „Our Mutual Friend“ и започињање никад завршеног „The Mystery of Edwin Drood“.

## Друга посета САД
Дана 9. новембра 1867. Дикенс је из Ливерпула запловио на другу америчку турнеју. Након што се искрцао у Бостону већи дио месеца посветио је бројним вечерама са проминентним личностима као што су нпр. Ралф Валдо Емерсон, Хенри Вадсворт Лонгфелоу и његов амерички издавач Џејмс Томас Филдс.
У децембру су започела читања, требало је одржати 76 наступа уз зараду од 19000 £, а требало је да трају до априла 1868. Турнеја је била напорна, те иако болестан, успео је да одржи читања, а 23. априла је испловио на пут кући.

## Опроштајна читања
Између 1868. и 1869. Дикенс је организовао турнеју „опроштајних читања“ у Енглеској, Шкотској и Ирској. Успео је одрадити 75 од договорених 100 читања. Због напада вртоглавице и парализе, на савет лекара, турнеју је отказао 22. априла 1869. Након што се довољно опоравио договорио је посљедњи низ читања, како би надокнадио спонзорима оно што су изгубили због прекида турнеје. Задње читање у турнеји било је у Лондону St. James's Hall. Задњи јавни наступ му је био на банкету Краљевске академије уз присуству Прица и Принцезе од Валса, где је одао почаст покојном пријатељу, илустратору Даниелу Маклису.

## Смрт
Дана 8. јуна 1870. Дикенс је у своме дому доживео још један мождани удар, након целог дана рада на делу „Едвин Друд“. Није се освестио те је следећег дана 9. јуна, тачно пет година након жељезничке несреће преминуо. Супротно жељама није сахрањен у јефтином, скромном, и строго приватном погребу у катедрали у Рочестеру, већ у Вестминстерској опатији.

## Најпознатија дела
- „Оливер Твист“
- „Николас Никлби“
- „Божићна прича“ (на српски је понегде преведена и као „Три духа“)
- „Мартин Чазлвит“
- „Дејвид Коперфилд“
- „Мала Дорит“
- „Прича о два града“
- „Велика очекивања“
- „Суморна кућа“
- „Пиквиков клуб“
- „Стара продавница реткости“